# Вяткин, Леонид Григорьевич
Леонид Григорьевич Вяткин (14 января 1933 года — 26 февраля 2005 года) — советский и российский учёный-педагог, член-корреспондент РАО (1992).
Окончил семилетнюю школу, затем сельскохозяйственный техникум, работал агрономом.
Заочно окончил филологический факультет Новокузнецкого педагогического института, и стал директором школы-интерната.
В 1965 году — защитил кандидатскую диссертацию и переезжает в Саратов, где работает в Саратовском педагогическом институте, с 1976 года — заведующий кафедры педагогики.
В 1988 году — защитил докторскую диссертацию, тема: «Теоретические основы развития познавательной самостоятельности учащихся на уроках русского языка».
В 1992 году — избран членом-корреспондентом Российской академии образования, состоял в Отделении философии образования и теоретической педагогики.
Автор 400 публикаций, в том числе 5 монографий и книга «Дидактика».

## Награды
- Заслуженный работник высшей школы Российской Федерации
- Медаль К. Д. Ушинского